# Oparba maroccana
Oparba maroccana es una especie de arácnido  del orden Solifugae de la familia Solpugidae.

## Distribución geográfica
Se distribuye por el nordeste de África.